# إميل أتلاسون
إميل أتلاسون هو لاعب كرة قدم آيسلندي في مركز الهجوم، ولد في 22 يوليو 1993 في آيسلندا. شارك مع منتخب آيسلندا تحت 21 سنة لكرة القدم. أما مع النوادي، فقد لعب مع ناتدبيرنوفيلاغ ريكيافيكور ونادي بروسيا مونستر ونادي فالور.

## وصلات خارجية
- إميل أتلاسون على موقع قاعدة بيانات كرة القدم.إي يو (الإنجليزية)
- إميل أتلاسون على موقع Soccerway.com (الإنجليزية)